# Jule-Marleen Schuck

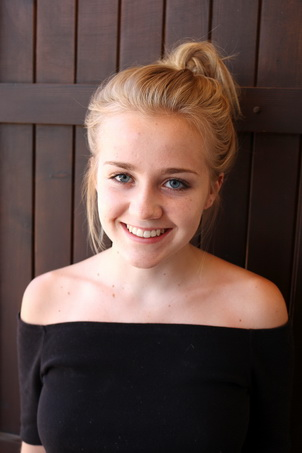
Jule-Marleen Schuck (2017)

Jule-Marleen Schuck (* 14. Dezember 2000 in Freiburg im Breisgau) ist eine deutsche Schauspielerin. Sie spielte die Hauptrolle der Nelly Spieker in der deutschen SWR-Fernsehserie Tiere bis unters Dach.

## Leben
Jule-Marleen Schuck wurde am 14. Dezember 2000 in Freiburg im Breisgau in Baden-Württemberg geboren. Sie hat einen älteren Bruder. Als sie im Alter von 12 Jahren eine Freundin zum Casting für die 3. Staffel der ARD-Kinderserie Tiere bis unters Dach begleitete, nahm sie daran teil und setzte sich gegen mehr als 500 Kinder für die Rolle der Nelly Spieker durch. Ihr Bruder Samuel Schuck spielte in der Folge „Ponyhilfe.de“ der 4. Staffel mit. Am 17. Mai 2015 war sie mit Clara Halouska zu Gast im Tigerenten Club. 2021 trat sie als Marie Stein die Nachfolge von Henriette Zimmeck in der Serie In aller Freundschaft an. Sie spielte dort in sieben Folgen die Tochter des Oberarztes Dr. Martin Stein (Bernhard Bettermann). Von 2021 bis 2025 studierte sie an der Hochschule für Musik und Theater „Felix Mendelssohn Bartholdy“ in Leipzig Schauspiel.
Zu ihrem Studium gehörte ein zweijähriges Engagement am Düsseldorfer Schauspielhaus, wo sie in den Spielzeiten 2023/2024 & 2024/2025 in verschiedenen Stücken auf der Bühne zu sehen war, unter anderem in dem Stück Das Sparschwein / Die Kontrakte des Kaufmanns von Eugène Labiche / Elfriede Jelinek, einer Inszenierung der Studierenden des Schauspielstudios Düsseldorf der Hochschule für Musik und Theater „Felix Mendelssohn Bartholdy“ Leipzig, die beim Schauspielschultreffen 2024 einen Ensemblepreis gewann.
Mit dem Ende der Spielzeit 2024/2025 endete auch ihr festes Engagement als Teil des Schauspielstudios am Düsseldorfer Schauspielhaus. Jedoch wird sie weiterhin als regelmäßiger Gast in den Stücken: der Geizige, König Lear und Cabaret auf der Bühne im Schauspielhaus zu sehen sein.

## Filmografie
- 2013–2022: Tiere bis unters Dach
- 2017: Inga Lindström – Liebesreigen in Samlund
- 2017–2018: Bettys Diagnose (Fernsehserie, 3 Folgen)
- 2020: Morden im Norden (Fernsehserie, Folge Kein Geld der Welt)
- 2021: In aller Freundschaft (Fernsehserie, 7 Folgen)
- 2023: Notruf Hafenkante (Fernsehserie, 1 Folge)

## Theater
- 2023: Der Teufel mit den drei goldenen Haaren, Rolle: Königstochter (Düsseldorfer Schauspielhaus)
- 2024–2025: Das Sparschwein / Die Kontrakte des Kaufmanns, Rollen: Heiratsvermittlerin Cocarel, Bänkerin (Düsseldorfer Schauspielhaus)
- 2024: Glut unter der Asche, Rolle(n): Chor, Sprecherin mit Gesang (Düsseldorfer Schauspielhaus)
- 2024: Glaube, Liebe, Fußball, Rolle: Außenreporterin Sabine Klotz (Düsseldorfer Schauspielhaus)
- 2024: die zwei Herren von Real Madrid, Rolle: einer der beiden Herren (Düsseldorfer Schauspielhaus)
- 2024–2025: Der Geizige, Rolle: Mariane (Düsseldorfer Schauspielhaus)
- 2024–2025: In meinem Kopf ist eine Achterbahn – Chansons, Lieder und Schlager über die Liebe (Düsseldorfer Schauspielhaus)
- 2025: Cabaret, Rolle: Tschi-Tschi (Düsseldorfer Schauspielhaus)
- 2025: König Lear, Rolle: Cordelia (Düsseldorfer Schauspielhaus)